# Vuurtoren van Nividic
De Vuurtoren van Nividic is een vuurtoren gebouwd op een rots voor de Pointe de Pern bij Ouessant. Het is de meest westelijke vuurtoren van continentaal Frankrijk.
De vuurtoren werd gebouwd tussen 1912 en 1936. De vuurtoren is altijd onbemand geweest.